# Sam Palladio
Sam Palladio (* 21. listopadu 1986, Pembury, Kent, Velká Británie) je anglický muzikant a herec. Nejvíce se proslavil rolí Gunnara Scott v televizním seriálu stanice ABC Nashville. Také si zahrál vedlejší roli v seriálu Epizody (2012–2015) a ve sci-fi seriálu Humans (2016–2018).

## Životopis
Palladio se narodil v Pembury v Kentu, ale s rodiči se přestěhoval do Cornwallu v Anglii. Oba jeho rodiče jsou muzikanti. Studoval hudbu na Rose Bruford College v Sidcupu v Kentu, kde odmaturoval v roce 2008.

## Kariéra
Svojí kariéru zahájil v hostujících rolích v seriálech jako Little Crackers, Doctors, The Hour a Cardinal Burns. V roce 2011 se jako Calvin objevil ve filmu 7lives. V roce 2012 se proslavil rolí Gunnara Scotta v seriálu stanice ABC. Seriál byl zrušen po odvysílání šesti řad. Vedlejší roli Stoka hrál během let 2012 až 2015 v seriálu Epizody. V roce 2013 získal roli Sheckyho ve filmu Hra na hraně. V roce 2015 propůjčil svůj hlas do animovaného fantasy filmu Zázračné kouzlo. Během let 2016 až 2018 hrál vedlejší roli Eda v seriálu Humans.
Byl zpěvákem kapely Salt Water Thief.

## Filmografie

### Film
| Rok  | Název                               | Role          | Poznámky |
| ---- | ----------------------------------- | ------------- | -------- |
| 2011 | 7lives                              | Calvin        |          |
| 2013 | Hra na hraně                        | Shecky        |          |
| 2015 | Zázračné kouzlo                     | Roland (hlas) |          |
| 2018 | Princezna z cukrárny                | princ Edward  |          |
| 2020 | Princezna z cukrárny: Zase vyměněná | princ Edward  |          |

### Televize
| Rok       | Název               | Role                  | Poznámky                                                   |
| --------- | ------------------- | --------------------- | ---------------------------------------------------------- |
| 2010      | Little Crackers     | Joe Strummer          | díl: „Kathy Burke's Little Cracker: Better Than Christmas“ |
| 2011      | Doctors             | Jamie Laker           | díl: „Brothers“                                            |
| 2011      | Hodinky             | Rockabilly            | 2 díly                                                     |
| 2012      | Cardinal Burns      | různé role            | 2 díly                                                     |
| 2012      | Walking and Talking | Fred                  | díl: „Two“                                                 |
| 2012–2014 | Epizody             | Stoke                 | vedlejší role, 10 dílů                                     |
| 2012–2018 | Nashville           | Gunnar Scott          | hlavní postava, 122 dílů                                   |
| 2016–2018 | Humans              | Ed                    | vedlejší role, 7 dílů                                      |
| 2019      | Kateřina Veliká     | Alexander Vasilchikov | 1 díl                                                      |
| 2020      | The Repair Shop     | Sám sebe              |                                                            |
| 2020      | Rebel               | Luke                  |                                                            |